# Microtegeus curvisetosus
Microtegeus curvisetosus är en kvalsterart som beskrevs av Wen 1997. Microtegeus curvisetosus ingår i släktet Microtegeus och familjen Microtegeidae. Inga underarter finns listade i Catalogue of Life.